# Анхиноя
Анхиноя (на старогръцки: Ἀχιρ(ρ)όη, Ἀγχινόη; Achiroë /əˈkɪrɵʊiː/, Anchirrhoë, Anchinoë, Anchiroë) в гръцката митология е дъщеря на речния бог Нил
(Neilos), внучка на Океан.
Тя се омъжва за Бел, царя на Египет, син на Посейдон и Либия.
Двамата имат синовете близанци Египт и Данай. Също те имат и синовете Кефей и Финей и дъщеря Трония.
Според Ликофрон тя е съпруга на Ситон (тракийски цар на племето одоманти в Пеония), син на Арес и му ражда две дъщери, Палена и Rhoeteia.